# Virtudes romanas

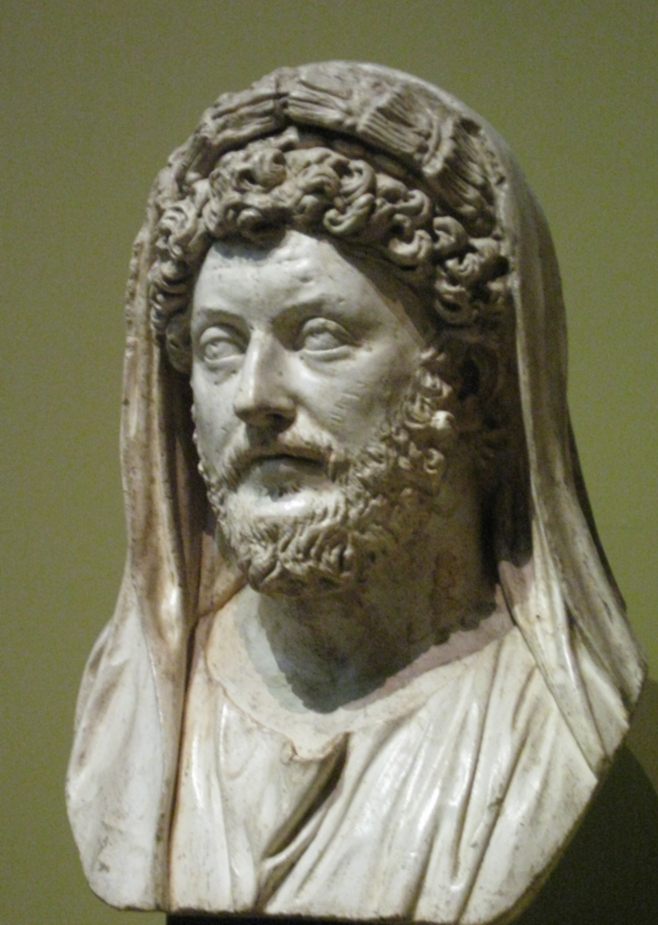
El emperador Marco Aurelio, frecuente exponente de las virtudes romanas.

Las virtudes romanas son una serie de valores estimados en la Antigua Roma como fundamentales para todos los ciudadanos romanos. Son cualidades de vida a las que todos los ciudadanos romanos deberían aspirar. Son el corazón de la Via Romana — la Manera Romana — y para muchos historiadores fueron estas cualidades las que dieron a la República Romana la fuerza moral necesaria para conquistar y civilizar el mundo. Muchas de estas virtudes o cualidades fueron asociadas a la mitología y representadas por dioses.

## Virtudes personales
- Auctoritas: "Autoridad Espiritual". El sentido de la función social de alguien, construida a través de la experiencia.
- Consilium:  "Decisión". Capacidad de actuar o no después de haber reflexionado.
- Comitas: "Cortesía". Buenas maneras, cortesía, amistad.
- Clementia: "Merced". Suavidad y gentileza.
- Dignitas: "Dignidad". Un sentido de autoestima, orgullo propio.
- Firmitas: "Tenacidad". Fuerza mental, habilidad de defender una propuesta.
- Frugalitas: Templanza, economía y simplicidad, sin llegar a ser miserable.
- Gravitas: Un sentido de la importancia de un asunto, responsabilidad, seriedad y determinación.
- Humanitas: "Humanidad". Refinamiento, civilidad; aprender, y poseer cultura.
- Industria: "Trabajo duro". Esfuezo y dedicación en algo en especifico.
- Pietas: "Sumisión". Más que piedad religiosa, un respeto por el orden natural social, política y religiosamente. Incluye las ideas de patriotismo y devoción.
- Prudentia: "Prudencia". Previsión, sabiduría y discreción personal.
- Salubritas: "Salud". Salud y limpieza.
- Severitas: "Severidad". Autocontrol.
- Veritas: "Verdad". Honradez con los demás.

## Virtudes públicas
Además de las virtudes personales, aspiración de todo individuo, la cultura romana también defendía virtudes en común que deberían ser compartidas por toda la sociedad. Entiende que algunas de las virtudes que los individuos deberían aspirar también son virtudes públicas, seguidas asimismo por la sociedad como un todo. En diversos casos, las virtudes se personificaban en divinidades.
- Abundantia: "Abundancia, Plenitud". El ideal de tener comida y prosperidad suficientes para todos los segmentos de la sociedad.
- Aequitas: "Equidad". Justicia tanto dentro del gobierno como entre las personas.
- Bonus Eventus: "Buena suerte"
- Clementia: "Clemencia". Merced, mostrada al resto de naciones.
- Concordia: "Concordia". Armonía entre el pueblo romano, y también entre Roma y las otras naciones.
- Constantia: "Firmeza". Fidelidad a mis principios.
- Continentia o Temperantia: "Moderación". Capacidad de medir la proporción justa. Represión de los impulsos (autocontrol).
- Felicitas: "Felicidad, Prosperidad". Una celebración de los mejores aspectos de la sociedad romana.
- Fides: "Confianza".[2] Fidelidad a la palabra dada.
- Fortuna: "Fortuna, Suerte". Un agradecimiento a los acontecimientos positivos.
- Genius: "Espíritu de Roma". Agradecimiento al espíritu combinado de Roma, y de sus personas.
- Hilaritas: "Alegría, jovialidad". Expresión de los momentos felices.
- Iustitia: "Justicia". Como expresa por leyes y gobiernos sensatos.
- Labor: "Esfuerzo".
- Laetitia: "Contentamiento, felicidad". Celebración del agradecimiento, generalmente por la solución de crisis.
- Liberalitas: "Liberalidad". Dar generosamente.
- Libertas: "Libertad" Una virtud a la que han aspirado todas las culturas.
- Nobilitas: "Nobleza". Acciones nobles dentro de una esfera pública.
- Ops: "Riqueza". Reconocimiento de la prosperidad del mundo romano.
- Patientia: "Paciencia". La habilidad necesaria en momentos de tempestad y crisis.
- Pax: "Paz". Una celebración de paz dentro de la sociedad y entre las naciones.
- Pietas: "Piedad". Las personas prestando honra a los dioses.
- Providentia: "Providencia". La habilidad de la sociedad Romana de sobrevivir a desafíos y manifestar un gran destino.
- Pudicita: "Modestia". Una expresión pública contra la acusación de "corrupción moral" de la Roma Antigua.
- Salus: "Salud". Preocupación con el bienestar y la salud pública.
- Securitas: "Seguridad". Gobierno eficiente que lleve a la paz.
- Spes: "Esperanza". Especialmente en tiempos de dificultades.[3]
- Uberitas: "Fertilidad". Particularmente en relación con la agricultura.
- Virtus: "Coraje". Especialmente de los líderes de la sociedad y del gobierno.